# Metropolia Suiyuan
Metropolia Suiyuan – metropolia Kościoła rzymskokatolickiego w Chińskiej Republice Ludowej. Erygowana w dniu 11 kwietnia 1946 roku. W skład metropolii wchodzi 1 archidiecezja i 3 diecezje.
W skład metropolii wchodzą:
- Archidiecezja Suiyuan
  - Diecezja Jining
  - Diecezja Ningxia
  - Diecezja Xiwanzi